# Gustavo Rojas Pinilla

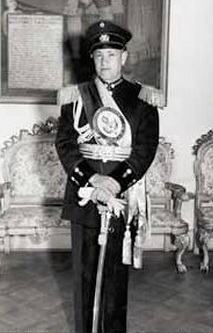
Gustavo Rojas Pinilla 1953.

Gustavo Rojas Pinilla, född 12 mars 1900, död 17 januari 1975, var en colombiansk militär och Colombias president 1953–1957. Hans regim var till en början populär, men hans hårda och korrumperade diktatorskap ledde till att han störtades från makten 1957.